# 阿沃莱日
阿沃莱日（法語：Avelesges，法語發音：[avlɛʒ]）是法国上法蘭西大區索姆省的一个市镇，属于亚眠区。

## 地理
阿沃莱日（49°54'59"N, 1°56'9"E）面积4.87 平方千米，位于法国上法蘭西大區索姆省，该省份为法国北部沿海省份，北起加来海峡省和北部省，西接滨海塞纳省和大西洋英吉利海峡，南至瓦兹省，东临埃纳省。
与阿沃莱日接壤的市镇（或旧市镇、城区）包括：欧蒙、贝卢瓦圣莱奥纳尔、奥尔努瓦堡、维默地区梅里库尔、瓦尔吕。

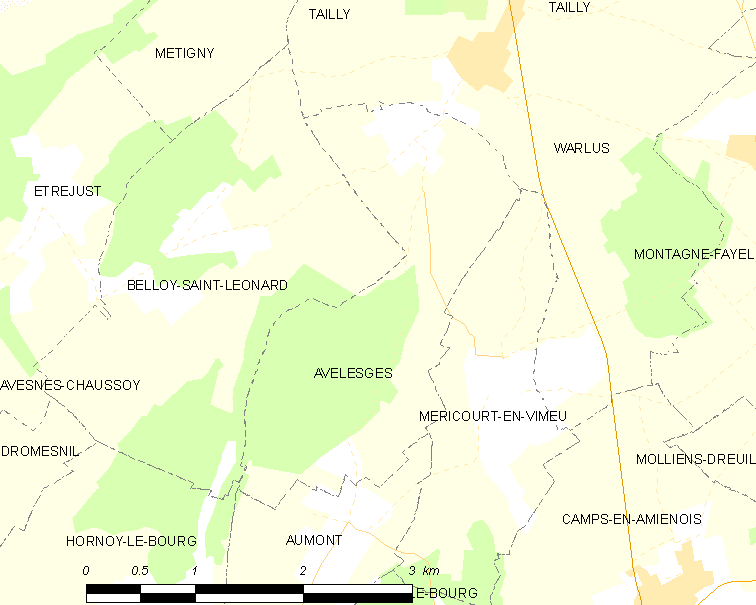
阿沃莱日的OSM定位图

阿沃莱日的时区为UTC+01:00、UTC+02:00（夏令时）。

## 行政
阿沃莱日的邮政编码为80270，INSEE市镇编码为80046。

## 政治
阿沃莱日所属的省级选区为索姆河畔阿伊县。

## 人口

1962-2008年间阿沃莱日人口变化图示

阿沃莱日于2022年1月1日时的人口数量为51人。